# Tridens flaccidus
Tridens flaccidus là một loài thực vật có hoa trong họ Hòa thảo. Loài này được (Döll) Parodi miêu tả khoa học đầu tiên năm 1937.